# Доба невиности (филм из 1993)
Доба невиности (енгл. The Age of Innocence) је филм Мартина Скорсезеа снимљен 1993, са Данијелом Деј-Луисом, Мишел Фајфер и Виноном Рајдер у главним улогама. Филм је адаптација истоименог романа Идит Вортон. Скорсезе је овај филм посветио свом оцу Чарлсу, који је умро неколико дана пре него што је филм завршен. Доба невиности је добио Оскар за најбољи костим, док је Миријам Марголис добила BAFTA награду за најбољу споредну глумицу. Винона Рајдер је у тој категорији била номинована за Оскара, док је Мишел Фајфер била у трци за Златни глобус за најбољу главну глумицу.

## Улоге
| Глумац             | Улога                 |
| ------------------ | --------------------- |
| Данијел Деј-Луис   | Њуланд Арчер          |
| Мишел Фајфер       | грофица Елена Оленска |
| Винона Рајдер      | Меј Веланд            |
| Џоана Вудвард      | наратор               |
| Ричард Е. Грант    | Лери Лефертс          |
| Џонатан Прајс      | Ривјер                |
| Роберт Шон Леонард | Тед Арчер             |
| Миријам Марголис   | госпођа Мингот        |

## Радња филма
Очаравајућа романса о троје имућних Њујорчана у трагичном љубавном троуглу, прича ироничног наслова прати раскош и лицемерје високог сталежа 1870-их година. У центру збивања је Њуланд Арчер (Деј-Луис), честити адвокат који потајно чезне за мало страственијим животом. Вереница му је дивна, али обична девојка из високог друштва, Меј Веланд (Винона Рајдер) па се Њуланд повлачи у свет тихог самозадовољства. Према процени околине њихов ће брак бити идеалан, а весела Меј радује се будућем животу са Њуландом. Савршени ред у њихову друштву нарушиће долазак Мејине рођаке грофице Елене Оленске (Мишел Фајфер) која се вратила из Европе и жели се растати од мужа. Елена је слободоумна и неконвенционална особа која се тешко уклапа у строга правила и нерадо прихвата друштвене норме. Иако против своје воље, Њуланд полако потпада под утицај Елене Оленске и ускоро се снажно заљуби у њу. Њезини осећаји према Њуланду такође су снажни, но она због рођаке Меј одустаје од мушкарца кога воли, док је Њуланд на мукама и мора донети одлуку: хоће ли оженити вереницу Меј Веланд или изабрати жену коју воли.